# Tenna GR
| GR ist das Kürzel für den Kanton Graubünden in der Schweiz. Es wird verwendet, um Verwechslungen mit anderen Einträgen des Namens Tenna zu vermeiden. |

Tenna (im einheimischen Dialekt: [ˈtɛnːə] oder [ˈtɛnæ]) ist eine Ortschaft in der Gemeinde Safiental, Region Surselva, im Schweizer Kanton Graubünden. Sie liegt auf einem sonnigen Hochplateau im Safiental auf 1654 m über Meer.
Bis zum 31. Dezember 2012 war Tenna eine eigenständige politische Gemeinde im damaligen Kreis Safien, Bezirk Surselva. Am 1. Januar 2013 fusionierte sie mit den Gemeinden Versam, Safien und Valendas zur neuen Gemeinde Safiental.

## Geographie
Die deutschsprachige Weilersiedlung liegt auf der Terrasse am Westhang des Safientales und besteht aus den Fraktionen Ausserberg, Mitte, Innerberg und an der Talstrasse Acla und Egschi.

## Geschichte

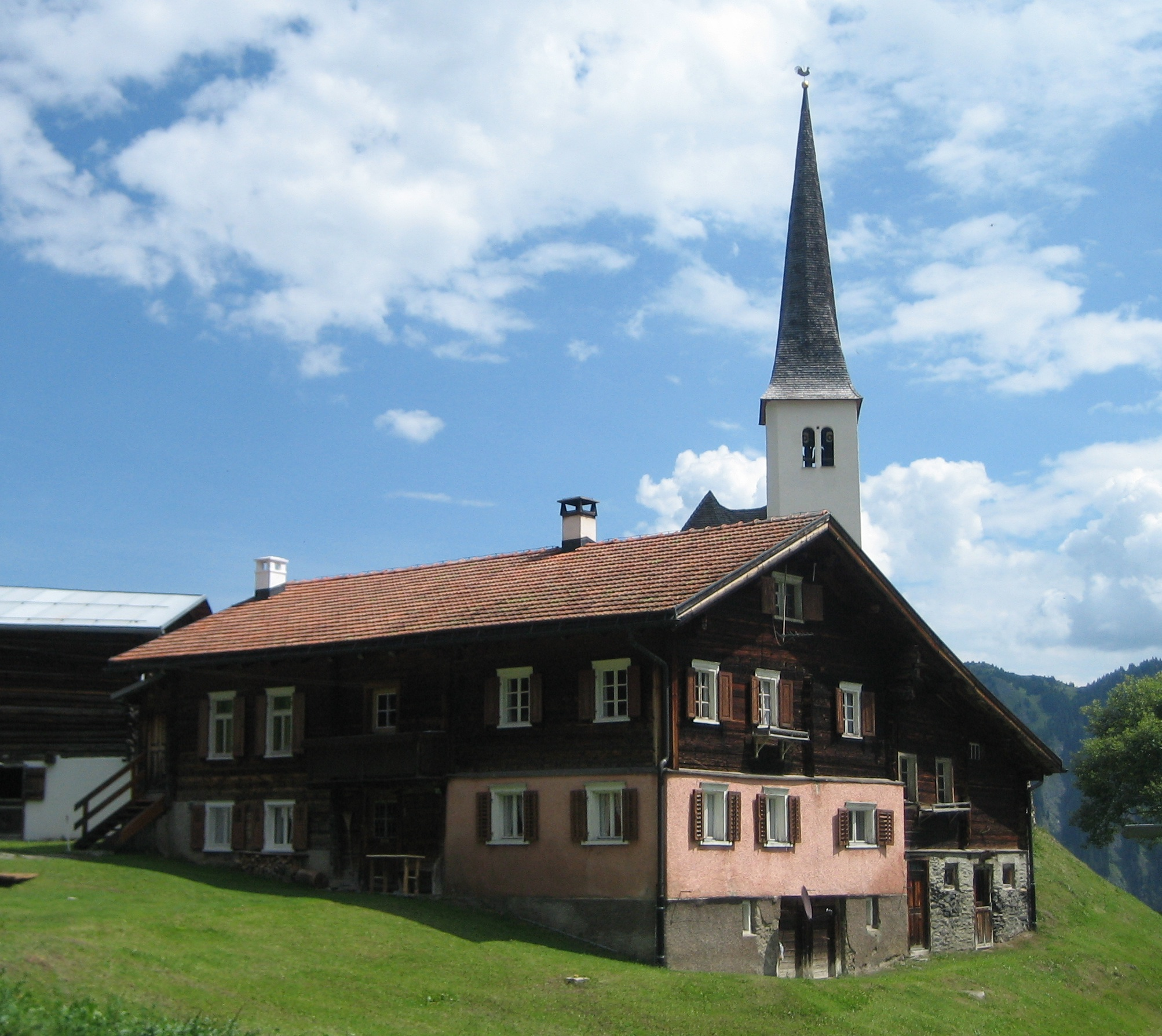
Haus im Dorf

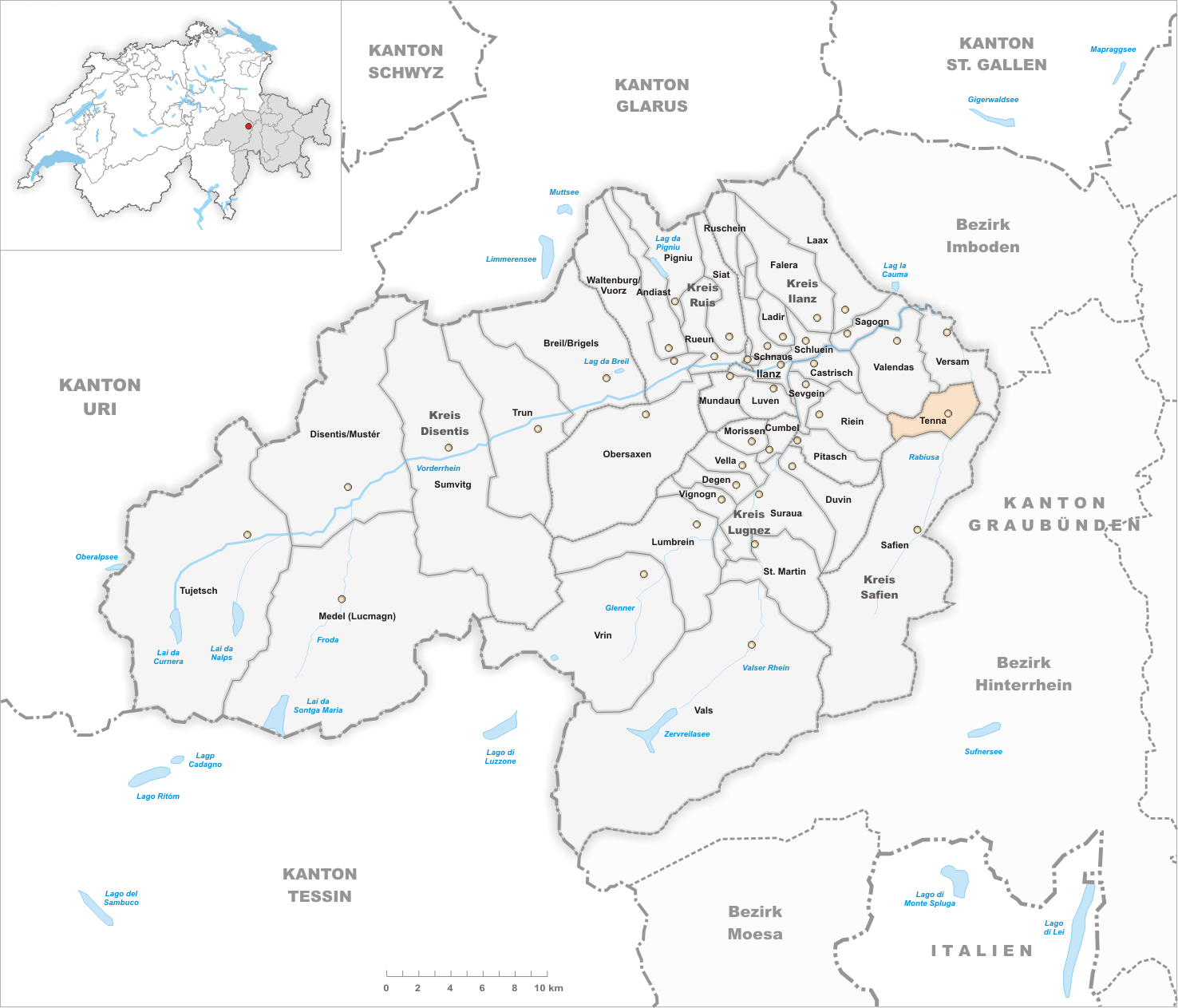
Gemeindestand vor der Fusion am 1. Januar 2013

Der Name Tenna ist 1398 in den Formen Thena, Thäna, Thenna. 1471 erscheint uf Tännen, 1650 Thenna. Aufgrund der Belege uf tännen, Thäna könnte der Name von ob den Tannen hergeleitet sein. Dies würde der Lage von Tenna oberhalb dem Wald, den Tannen entsprechen. Der Name wird auch mit dem Wort Tenn(e) in Verbindung gebracht; auf dem in den Heustall eingebauten Tenn wurde das Getreide gedroschen.
Aus der Bronzezeit wurde ein Einzelfund entdeckt. Tenna war ehemaliges Alpgebiet von Valendas. In der zweiten Hälfte des 14. Jahrhunderts siedelten sich deutschsprachige Walser an, wahrscheinlich durch die Werdenberger, die bis 1383 Landesherren waren. Die Tenner schlossen, wie in den Walsersiedlungen üblich, mit dem Grundherren einen Erblehensvertrag ab. Rudolf von Werdenberg-Sargans verkauft 1398 die Alp genant auff Thena an die dortigen Siedler.
Die Kuratkaplanei Sankt Valentin gehörte zu Valendas. Die Ablösung erfolgte mit der Reformation 1523. Die landesherrlichen Rechte lagen 1383 bis 1819 bei der Herrschaft Rhäzüns, die ab 1497 österreichisch war. Innerhalb des Hochgerichts Gruob bildete Tenna bis 1851 eine eigene Gerichtsgemeinde mit eigener Ammannwahl und eigener Gerichtsbarkeit. Viehwirtschaft und Ackerbau waren die wichtigsten Erwerbsmöglichkeiten. 1885 erfolgte der Bau eines Fahrwegs zur Safierstrasse hinunter.
Im 20. Jahrhundert war Tenna ein ruhiger, sonniger Luftkurort mit Weitblick auf die Bündner Berge. Heute lebt das Tal von der Berglandwirtschaft und sanftem Tourismus.

## Wappen
| Wappen von Tenna GR | Blasonierung: «In Rot der silberne (weisse) Heilige Valentin von Rätien (?) im bischöflichen Ornat»      |
| Wappen von Tenna GR | Die Figur des Heiligen entstammt den Gemeindesiegeln, wo sie auch als thronende Figur dargestellt wurde. |

## Bevölkerung
| Bevölkerungsentwicklung | Bevölkerungsentwicklung | Bevölkerungsentwicklung | Bevölkerungsentwicklung | Bevölkerungsentwicklung | Bevölkerungsentwicklung | Bevölkerungsentwicklung |
| ----------------------- | ----------------------- | ----------------------- | ----------------------- | ----------------------- | ----------------------- | ----------------------- |
| Jahr                    | 1803                    | 1850                    | 1900                    | 1950                    | 2000                    | 2013                    |
| Einwohner               | 157                     | 162                     | 130                     | 141                     | 79                      | 114                     |

Die ca. 110 in Tenna wohnhaften Menschen sind meist Bergbauern. Sie bewirtschaften Land im ganzen Tal.

## Sehenswürdigkeiten

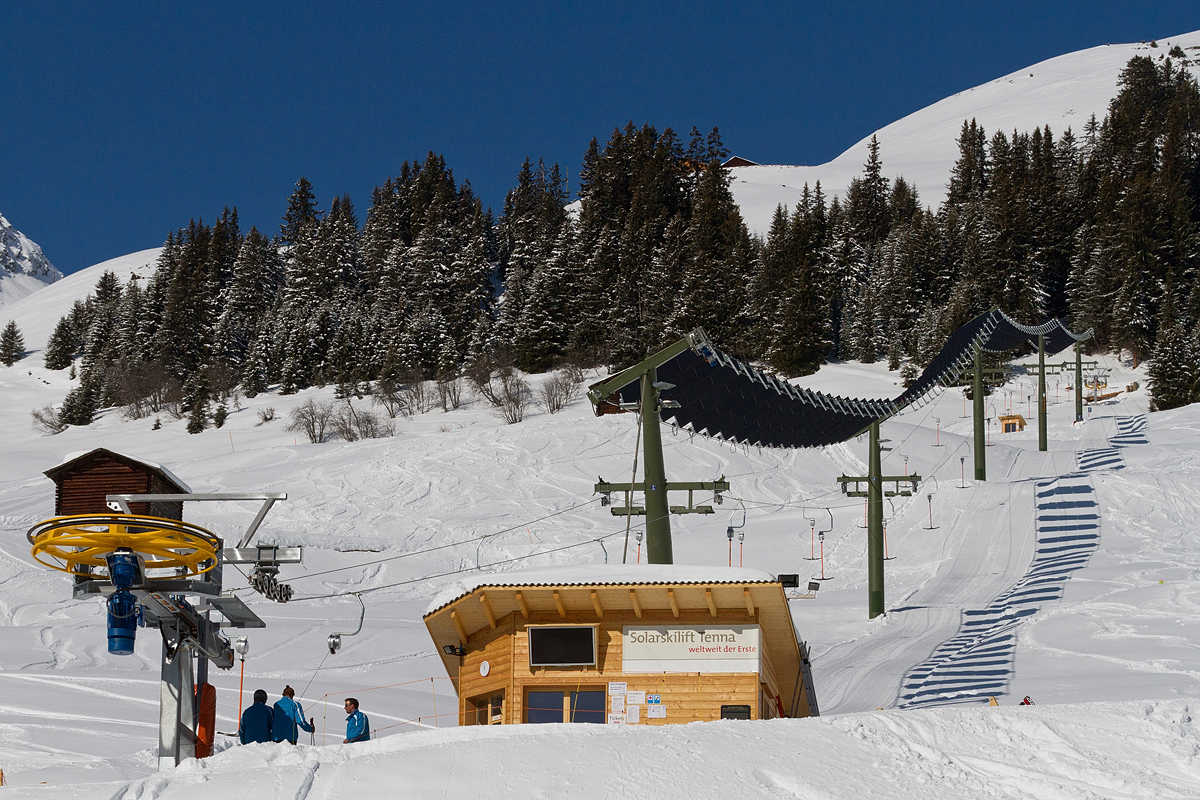
Solarskilift

Die gotische reformierte Kirche stammt aus dem Jahr 1408; das Dach gemäss einer Inschrift an der Decke aus dem Jahr 1504. Die Kirche enthält spätgotische Wandmalereien aus dem Anfang des 15. Jahrhunderts.
In Tenna wurde im November 2011 der weltweit erste Solarskilift errichtet. Der 450 Meter lange Schlepplift ist mit 82 Solarwings ausgestattet. Die Wings mit je drei Panels sind an Tragseilen einige Meter über dem Lift befestigt. Sie liefern eine Jahresleistung von etwa 90‘000 kWh, wovon für den Skiliftbetrieb rund 6'500 kWh benötigt werden.

## Sonstiges
2011 war Tenna Schauplatz der Schweizer Fernsehsendung SF bi de Lüt, in mehreren Episoden wurde über das tägliche Leben verschiedener Dorfpersonen sowie den Bau des Solarskiliftes berichtet.
Das Restaurant und die Pension Alpenblick in der Mitte der Ortschaft, gleich neben der Post, prägen das Ortsbild und das Dorfleben entscheidend mit. Das Hotel wurde als Luftkurort gebaut und befand sich etwas mehr als 60 Jahre im Besitz der Gemeinde Uzwil, mit der Tenna in enger Beziehung steht. Im Dezember 2015 ging das Gebäude an den 2014 gegründeten Verein TennaPlus über. Dies geschah unter der Auflage, dass der touristische Betrieb im Alpenblick aufrechterhalten bleibt.

## Bilder

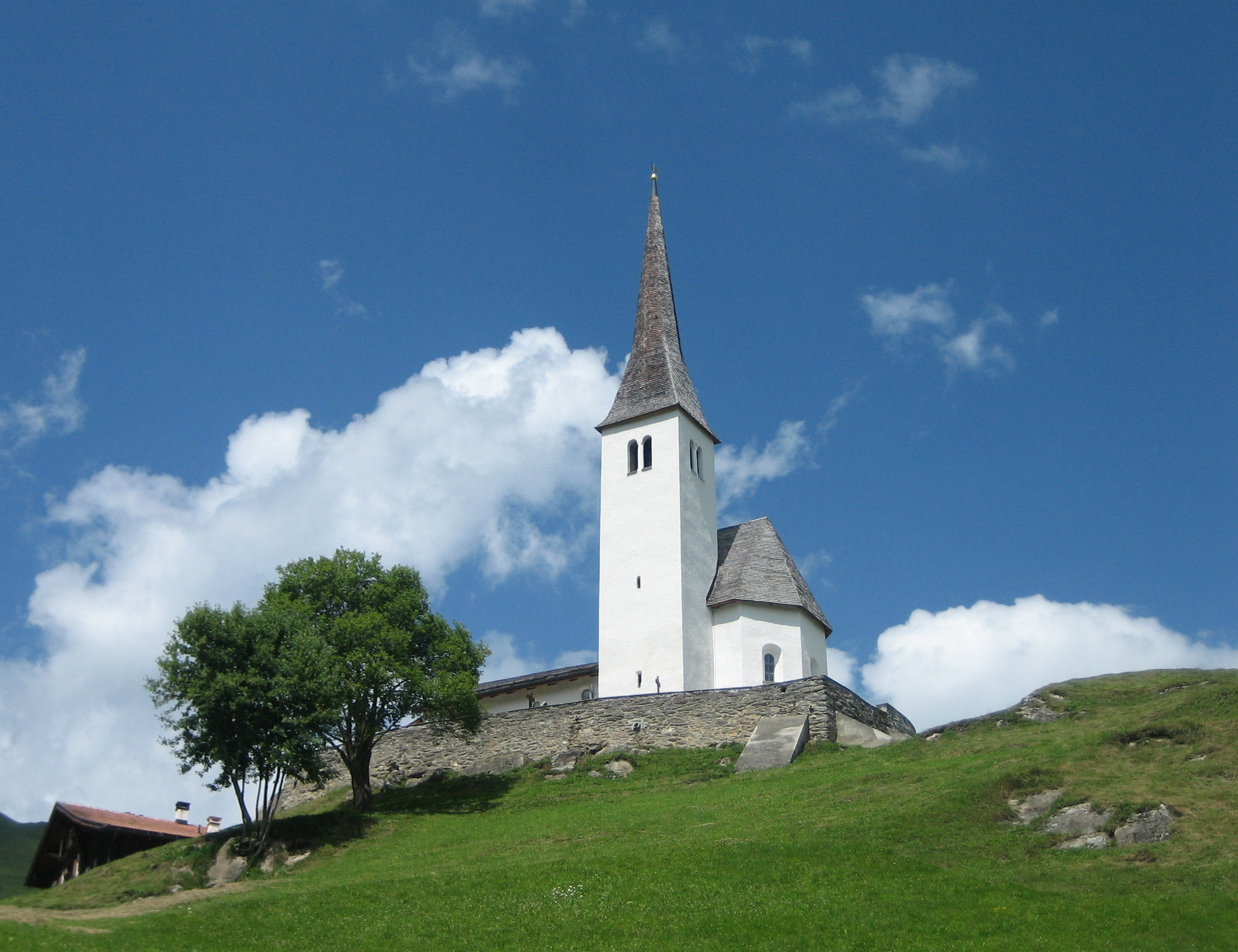
Reformierte Kirche
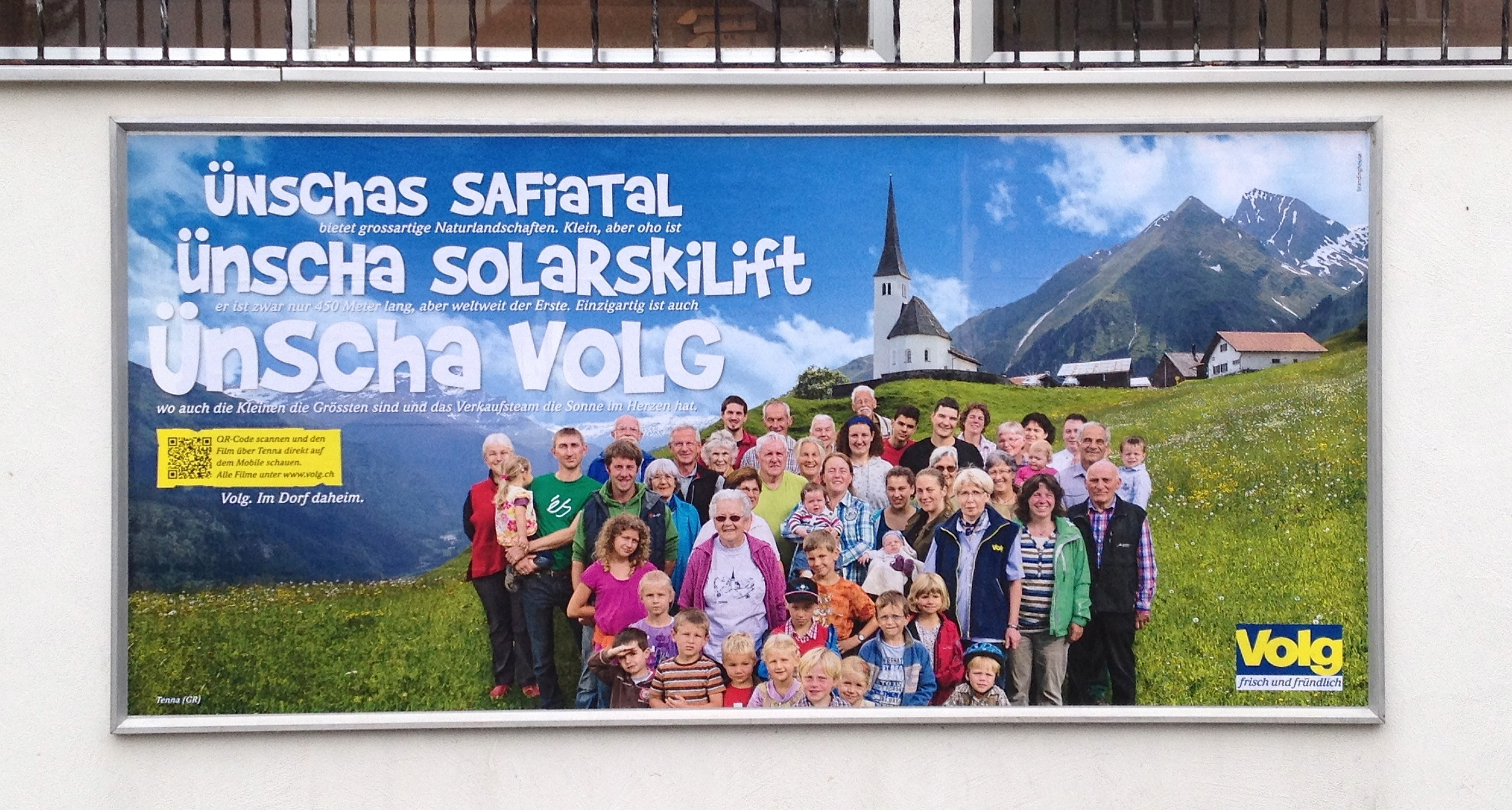
Volg-Werbung mit Tenna
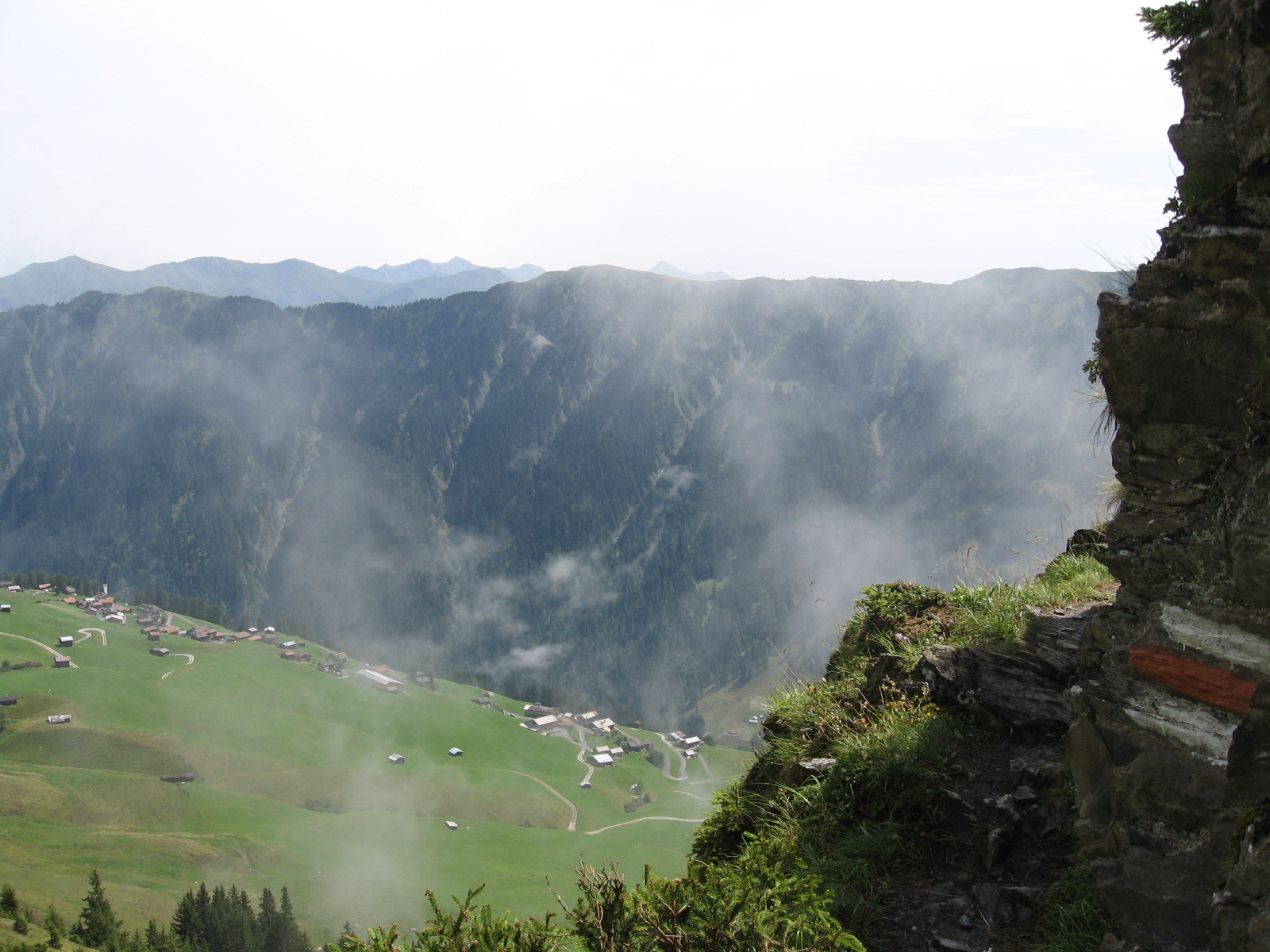
Tenna gesehen vom Weg zum Piz Fess
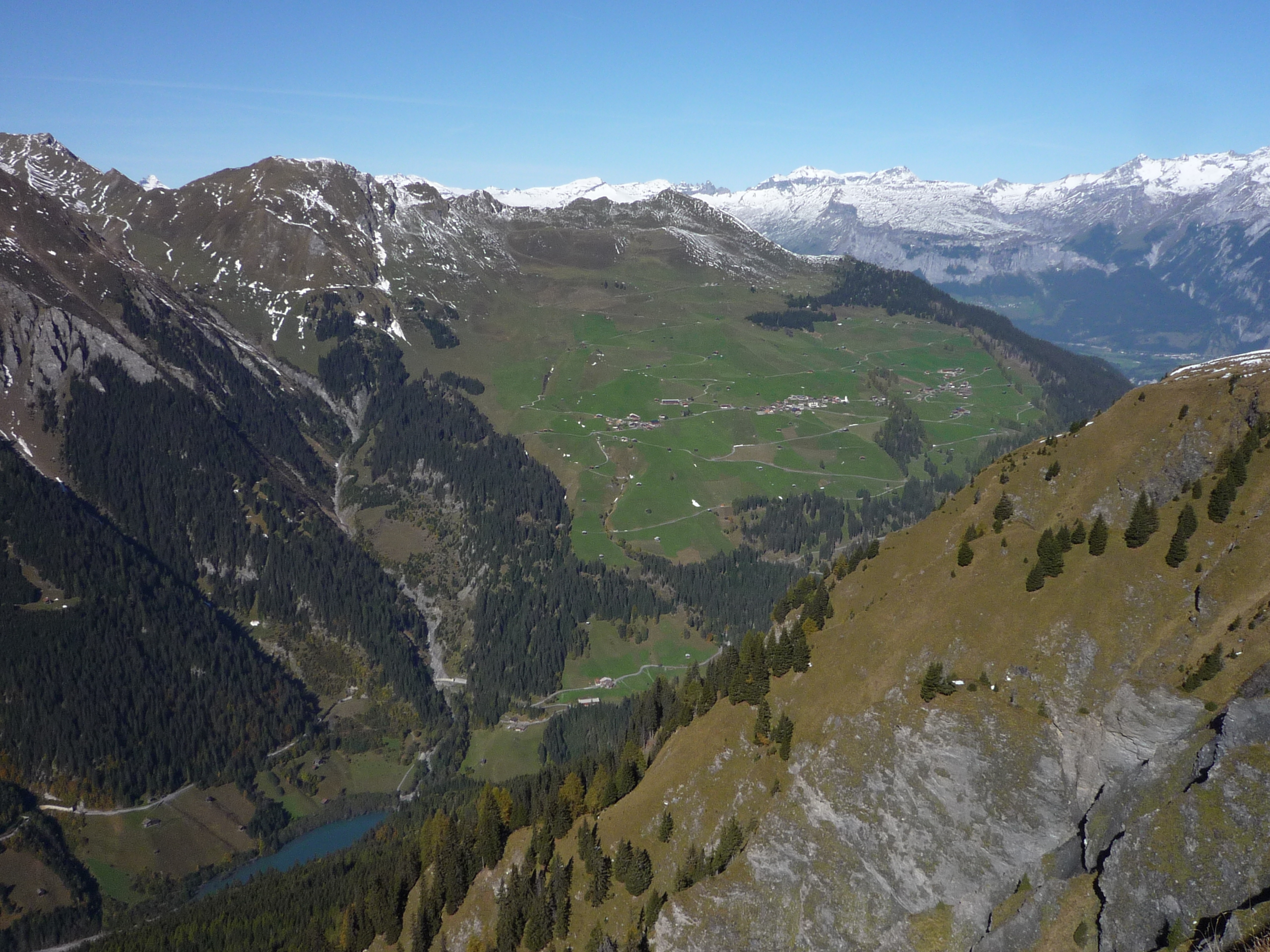
Tenna vom Heinzenberg gesehen
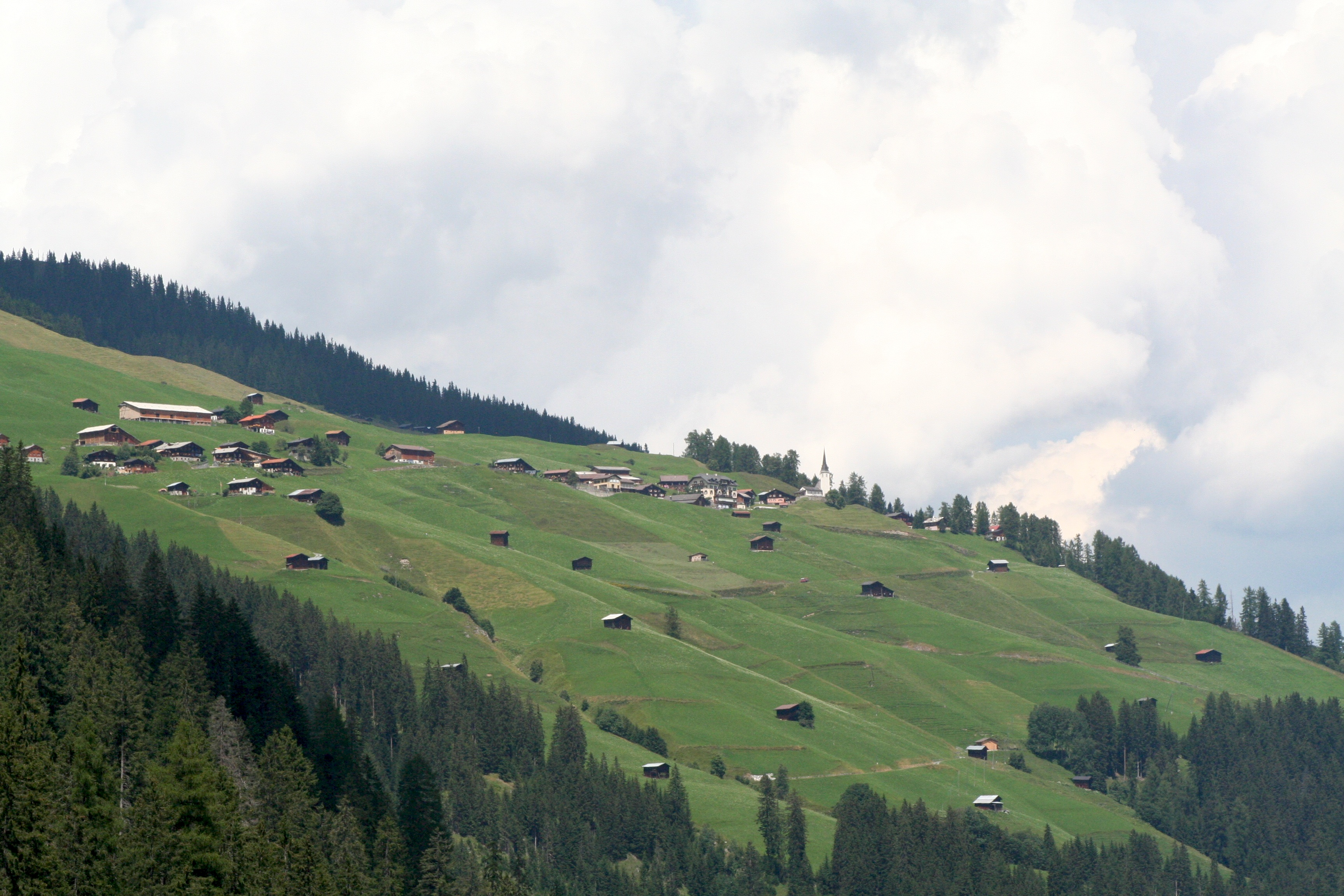
Tenna von der Talstrasse gesehen
Tenna, Piz Riein, Saninagruppe. Luftbild von Werner Friedli (1949)